# قاطرة الديزل الكهربائية

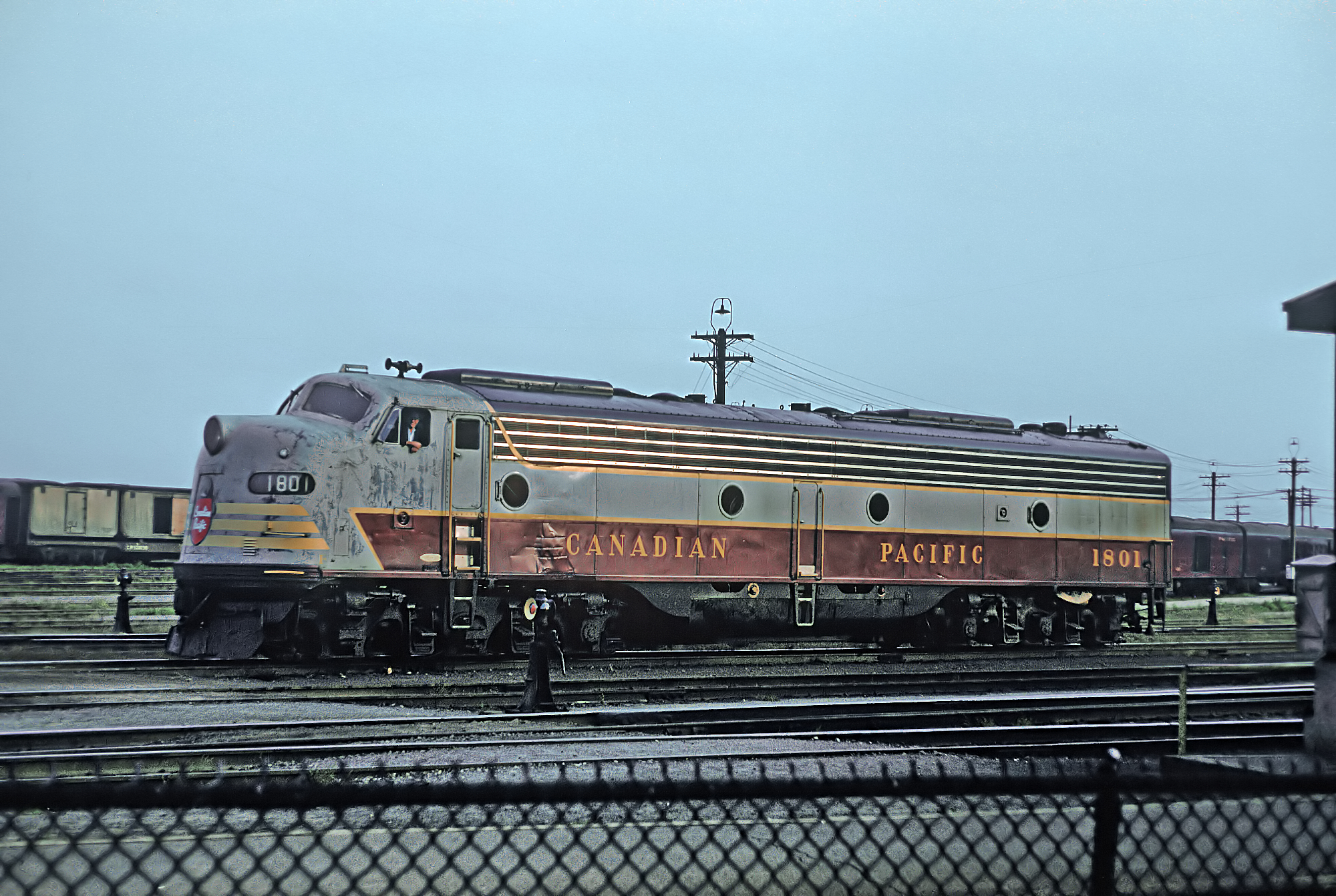
قاطرة ديزل كهربائية CP E8A 1801

قاطرة الديزل الكهربائية أو قاطرة الديزل الهجينة هو قطار يقوم بسحب سيارات الركاب، وباستخدام نظام الديزل والكهرباء (محرك ديزل مع محرك كهربائي)، بهدف توفير الطاقة، كونها سيارة هجينة، تختلف عن جر الديزل. القاطرات. 